# Leen Swanenburg
Leen Swanenburg (Gouda, 23 augustus 1955) is een voormalig profvoetballer die onder meer voor FC Den Haag, FC Groningen en NAC heeft gespeeld. Zijn positie op het veld was aanvaller (linkerspits). Hij maakte deel uit van het succesvolle Haagse team in de jaren zeventig van de vorige eeuw en kwam een aantal keer in actie tijdens Europese bekerwedstrijden. Hardnekkige rugklachten (hernia) maakten in 1984 een einde aan zijn carrière.
Van 2007 tot 2010 was Swanenburg trainer van VV Groeneweg. Daarna was hij werkzaam voor VV Bodegraven.